# 钱元玑
钱元玑（877年—910年），原名钱传玑，杭州錢塘（今浙江杭州）人，是五代十國的吳越國文穆王钱元瓘的哥哥，武肃王钱镠的第二子，母亲胡氏。
钱元玑母亲庆安夫人胡氏。他性情宽厚，沉默寡言，尚儒家佛教，不喜欢奢侈。官至宁国军节度使，同平章事，检校太傅，封宛陵侯，追封宁国公。后梁開平四年（910年）五月初一卒。早丧妻，没有续娶，所以无嗣。